# 久留米工業短期大学
久留米工業短期大学（くるめこうぎょうたんきだいがく、英語: Kurume Technical College）は、福岡県久留米市小森野町1232に本部を置いていた日本の国立大学である。1958年に設置され、1966年に廃止された。

## 概要

### 大学全体
- 福岡県久留米市に所在した日本の国立短期大学[2]。
- 1958年に開学。設置当初は2学科[3]と小規模だったが、順次学科の増設により最大で5学科となった。入学定員は各学科とも40名で、1学年定員が200名となっていた。
- 1964年度の入学生を最後に[注釈 1]、1966年に短期大学としての使命を終える[5]。

### 教育および研究
- 久留米工業短期大学は工業技術者の養成に力を入れていた。

### 学風および特色
- 国立として且つ独立型として日本で初めて最初に設置された昼間2年制の国立短大である[注 2]。
- 設置計画される当初は、5年制短大（仮称）の一つとして位置付けされていた[注 3]。

## 沿革
- 1939年 久留米高等工業学校設立。
- 1944年 久留米工業専門学校に改称。
- 1949年 九州大学に包括される。
- 1958年
  - 4月1日 久留米工業短期大学が以下の学科体制にて開学する[10]。
    - 機械科 入学定員40名
    - 工業化学科 入学定員40名

  - 11月24日 久留米工業短期大学開学記念演奏会が同短期大学の講堂にて行われる[11]。
- 1960年 以下の学科を増設する[12]。
  - 電気科 入学定員40名
- 1962年
  - 4月1日 以下の学科を増設する[13]。
    - 機械第二科 入学定員40名
    - 金属科 入学定員40名
- 1963年
  - 4月1日 この年度で以下の学科の学生募集を最終とする[注 4]。
    - 機械科
    - 電気科
    - 工業化学科
- 1964年
  - 4月1日 最後の学生募集となる[注釈 1]。なお、学生募集は以下の通りである[14]。
    - 機械第二科
    - 金属学科
- 1966年
  - 3月31日 左記をもって廃止[5]。

## 基礎データ

### 所在地
- 福岡県久留米市小森野町1232

## 教育および研究

### 組織

#### 学科
- 機械科 入学定員40名[注釈 2]
- 機械第二科 入学定員40名[注釈 3]
- 工業化学科 入学定員40名[注釈 2]
- 電気科 入学定員40名[注釈 2]
- 金属学科 入学定員40名[注釈 3]

#### 専攻科
- なし

#### 別科
- なし

#### 年度別学生数[注 5]
| -        | 機械科 | 機械第二科 | 工業化学科 | 電気科 | 金属学科 | 出典   |
| -------- | ------ | ---------- | ---------- | ------ | -------- | ------ |
| 入学定員 | 40     | 40         | 40         | 40     | 40       | -      |
| 総定員   | 80     | 80         | 80         | 80     | 80       | -      |
| 1958年   | △      | -          | △          | -      | -        | [ 16 ] |
| 1959年   | 男75   | -          | 男82 女1   | -      | -        | [ 17 ] |
| 1960年   | 男83   | -          | 男87       | -      | -        | [ 18 ] |
| 1961年   | 男87   | -          | 男81       | 男77   | -        | [ 19 ] |
| 1962年   | 男80   | 男40       | 男77       | 男76   | 男33     | [ 20 ] |
| 1963年   | 男69   | 男72       | 男75       | 男70   | 男63     | [ 21 ] |
| 1964年   | 男29   | 男58       | 男40       | 男35   | 男57     | [ 22 ] |
| 1965年   | 男30   | -          | -          | 男1    | 男24     | [ 23 ] |

### 研究
- 『久留米工業短期大学研究報告 = Research reports of the Kurume Technical College』[1]

## 大学関係者と組織

### 大学関係者一覧

#### 大学関係者
歴代学長
- 葛西泰三郎
- 和栗明

## 対外関係

### 系列校
- 久留米工業高等専門学校